# Osama Bin Laden Has Farty Pants
«Osama Bin Laden Has Farty Pants» (en España «Osama Bin Laden tiene los calzoncillos pedorros» y en Hispanoamérica «Osama Bin Laden tiene los pantalones cagados») es el noveno episodio de la quinta temporada de la serie animada South Park, y el episodio N.º 74 en general, escrito y dirigido por el cocreador de la serie Trey Parker. El episodio se estrenó en Comedy Central el 7 de noviembre de 2001 en Estados Unidos, el episodio hace parodia de los atentados del 11 de septiembre de 2001 y de la invasión estadounidense de Afganistán, hay que destacar que éste fue el primer episodio realizado después de los atentados 11-S.

## Sinopsis
Después del ataque terrorista del 11 de septiembre, las cosas han cambiado en todo South Park, todos están obligados a usar máscaras de gas por temor a ser contagiados con ántrax, la maestra Diane Selastraga pide a los estudiantes de la primaria que contribuyan con un dólar para ayudar a los niños afganos que sufren de un atentado en su país. En casa de la familia Marsh, la mamá de Stan en estado desquiciado observa el noticiero local por la televisión, mientras que Stan recibe un paquete proveniente de Afganistán por el buen accionar de ayudar a los niños refugiados, siendo alertados por los miembros del FBI quienes buscan destruir el paquete, se descubrió que había un cabra dentro de aquel paquete, Stan y sus amigos deciden devolver la cabra a su país de origen ya que ni él ni sus amigos pueden mantenerla, un proceso conflictivo que en oficinas de correo no permiten hacer envíos hacia Afganistán y la única forma de hacerlo es enviar la cabra en un avión militar, es ahí donde los chicos se dirigen a la base militar a esconder la cabra dentro del avión, los militares se sorprenden al ver la cabra creyendo que era Stevie Nicks para agilitar el retorno a Afganistán, entonces los chicos embarcan a la cabra en el avión, y para mala fortuna, también son encerrados en el avión y enviados en aquel país y aguantando durante horas el olor de un pedo soltado por Cartman.
Ya en suelo afgano, los chicos se dirigen a cumplir su misión con la ayuda de un taxi, sin embargo, el lugar donde fue enviada la cabra había sido destruido por los ataques terroristas y sólo quedó la puerta, preguntaron en aquel lugar siendo atendidos por los chicos afganos que curiosamente se parecen a los estelares de la serie quienes se niegan a recibir la cabra y además quemaron la bandera americana por el odio que tienen hacia Estados Unidos tildando de "Imperio del mal", entonces no hubo otra opción que los chicos abandonen la cabra y regresarse a su país en el mismo avión, pero la cabra se niega a abandonarlos y llegan a ser capturados por un grupo de terroristas llevándolos a la guarida de Osama Bin Laden, a quien se describe como un líder completamente loco, Osama realiza un video para revelar a los chicos rehenes e informar a las cadenas de televisión, los militares estadounidenses se dieron cuenta de que aparte de los chicos también estaba la cabra en la guarida (creyendo que era Stevie Nicks) por lo que procederán a rescatar, mientras que los niños afganos van a salvar a sus homólogos para no ser tratado como americanos.
Mientras tanto, Bin Laden celebra su cumpleaños en compañía de sus aliados terroristas, a la vez siendo alertado por la proximidad de la tropa estadounidense, Bin laden envía refuerzos para dar batalla, luego los chicos afganos llegan a la guarida a salvar a sus homólogos a excepción de Eric quien le jugó bromas pesadas a Bin Laden. En medio de tiroteos, Kenny y su homólogo fueron baleados por metralletas desde un helicóptero, haciendo que Kyle y Stan afganos mencionen: "Oh, Dios mío! mataron a Kenny!", "Hijos de puta" en idioma árabe, luego el homólogo de Stan discute con Stan de que los americanos iniciaron la guerra desde hace años emplazando base militares en tierra musulmana, durante la batalla, Bin Laden caza a Eric actuando como los personajes Elmer Gruñón y Bugs Bunny de los Looney Tunes en referencia a la Segunda Guerra Mundial. Kyle y Stan discuten con sus homólogos que un tercio del mundo odia a América y ellos no comprenden la circunstancia y los tratan de "Mierdas", la tropa estadounidense rescata a la cabra en medio del tiroteo, y para finalizar la guerra, Eric obliga a Bin Laden a cambiarse de ropa con el traje del Tío Sam para hacerse ver como un americano y ser saludado por las cámaras con un micrófono de dinamita en sus manos, sus aliados terroristas se confundieron al ver a su líder vestido de americano por lo que ellos dispararon hacia Bin Laden y el micrófono que era una dinamita estalló segundos después, aún seguía vivo, pero al final recibió un disparo en su cabeza por parte de un soldado americano y el comandante de las fuerzas estadounidenses proclama que la guerra está declarada. Con el Talibán derrocado y Bin Laden muerto, los chicos se despidieron de los niños afganos que aún les odia por ser americanos y Stan responde: "Tal vez... algún día... aprenderemos a odiar a ustedes también" siendo aceptado por ellos, confundiendo a Kyle. Las tropas estadounidenses celebran la victoria con un espectáculo de Fleetwood Mac y la cabra como Stevie Nicks, antes de partir, Stan encuentra una mini bandera de los Estados Unidos sintiéndose orgulloso de ser americano, al final exclama: "Viva América y viva Broncos".

## Recepción
El episodio fue nominado en los Premios Emmy del 2002 como el mejor episodio de una serie animada, siendo derrotado por el capítulo "Roswell That Ends Well" de la serie animada Futurama.
IGN calificó el episodio de 9/10, diciendo; "Hay una serie de bromas increíbles que logran capturar perfectamente el estado de ánimo y el clima en el momento "y elogia el episodio por su parodia de los Looney Tunes entre Cartman y Osama bin Laden. Incluyen que el episodio fue un ejemplo de "una evaluación precisa y reflexiva del estado de ánimo nacional y las realidades internacionales, así como un poco de golpe patriótico en el pecho tras una crisis "y afirma que es por eso South Park se destaca en el panorama televisivo.
El crítico de Internet Doug Walker lo nominó como el mejor episodio de South Park, y respaldó su razonamiento al decir que "no fue el episodio más gracioso, no fue el episodio más inteligente, ni siquiera el mejor escrito. Pero llegó en un momento en que Estados Unidos lo necesitaba más". Rudy Giuliani nos mostró que necesitábamos ser fuertes, David Letterman nos mostró que teníamos que llorar, South Park nos mostró que teníamos que reír ", y afirmó que" es el único episodio que demostró que no solo nos gusta South Park, sino que, sorprendentemente, se necesitó."

## Vídeo casero
El 22 de febrero de 2005 el episodio fue incluido en un set de tres discos de la 5 temporada de la serie. LIncluye comentarios de Trey Parker y Matt Stone.